# 1952 في النرويج
فيما يلي قوائم الأحداث التي وقعت خلال عام 1952 في النرويج.

## أحداث
- 14 فبراير – الألعاب الأولمبية الشتوية 1952

## مواليد

### أغسطس
- 8 أغسطس – جوستاين غاردر مؤلف نرويجي.

### فبراير
- 19 فبراير – كنوت همسون (مواليد 1859)

### سبتمبر
- 9 سبتمبر – يوهان نيغورسفول (مواليد 1879) سياسي نرويجي.